# Julian (patriarcha Antiochii)
Julian – mianowany przez zwolenników soboru chalcedońskiego patriarcha Antiochii; sprawował urząd w latach 471–476.